# Stadio dei Pini Tonino Siddi
Lo Stadio dei Pini Tonino Siddi, o Stadio dei Pini o Stadio Tonino Siddi è uno stadio con pista di atletica a Sassari.
Ha una capienza di 710 persone.

## Attività praticate
Nello stadio si pratica l'atletica leggera.
Nella struttura sono presenti:
- pista a sei corsie;
- pedane per il lancio del peso;
- pedana per il lancio del disco e del martello;
- pedana per il lancio del giavellotto;
- pedana per il salto in alto;
- pedana per il salto con l'asta;
- pedana per il salto in lungo;
- pistino coperto[1].